# Lou Hoover
Lou Henry Hoover (ur. 29 marca 1875 w Waterloo w Iowa, zm. 7 stycznia 1944 w Nowym Jorku) – pierwsza dama Stanów Zjednoczonych w latach 1929-1933, żona 31. prezydenta USA Herberta Hoovera.

## Życiorys
Lou Henry urodziła się 29 marca 1875 roku, jako córka bankiera Charlesa Delano Henry’ego i jego żony Florence Weed. Przez dziesięć lat rodzina mieszkała w Iowa, lecz z uwagi na fakt, że matka Lou chorowała na astmę, przenieśli się do Monterey w Kalifornii. Ukończyła geologię na Uniwersytecie Stanforda, gdzie poznała swojego przyszłego męża, Herberta Hoovera – także studenta geologii. Początkowo młodzi zwlekali ze ślubem; gdy w 1898 roku Lou ukończyła studia, Herbert pracował w Australii. Po otrzymaniu propozycji pracy w Chinach, Hoover podjął decyzję o małżeństwie. Lou Henry przyjęła oświadczyny i młodzi pobrali się w 1899, a następnie natychmiast wyjechali do Azji. Mieszkali w Tiencinie, gdzie oboje pracowali jako geologowie. Lou interesowała się kulturą Państwa Środka, nauczyła się języka chińskiego i kolekcjonowała porcelanę.
Jesienią 1901 roku Hooverowie przeprowadzili się do Londynu, gdzie spędzili łącznie dziewięć lat. W tym czasie dużo podróżowali do Japonii, Nowej Zelandii, Tasmanii czy Cejlonu. Zimą 1913 powrócili do swojego domu w Palo Alto, jednak wiosną 1914 powrócili do Europy. Większość I wojny światowej, Hooverowie spędzili w Londynie. Po jej zakończeniu, Lou Hoover otrzymała Krzyż Kawalerski Orderu Leopolda od króla Belgii, Alberta, za pomoc w zbiórkach pieniędzy na pomoc dla Belgów. W 1917 przenieśli się do Waszyngtonu, gdzie Hoover otrzymał posadę w administracji publicznej. Jego żona zaangażowała się w akcję oszczędzania żywności, m.in. poprzez nieserwowanie mięsa na oficjalnych przyjęciach. Od tego zwyczaju powstał angielski czasownik hooverize (pl. oszczędzać żywność).
W 1918 roku Lou zaczęła blisko współpracować z harcerkami. Cztery lata później została przewodniczącą ogólnokrajowego związku harcerek, dzięki czemu ich liczba zwiększyła się kilkunastokrotnie w ciągu trzech lat. Ponadto włączała się w działalność sufrażystek, Ligi Kobiecych Wyborców i przekonywała kobiety do zainteresowania życiem politycznym.
Gdy w 1928 roku, Herbert kandydował na prezydenta, Lou nie chciała brać czynnego udziału w kampanii. Jednak pod naciskiem męża, towarzyszyła mu na wiecach i wygłosiła kilka przemówień. Po wygranych wyborach towarzyszyła mu także w podróży dobrej woli do Ameryki Łacińskiej.
Po wprowadzeniu się do Białego Domu, Lou Hoover przeprowadziła renowację i wymianę mebli. Sprowadziła także rośliny tropikalne i egzotyczne zwierzęta. Kongres nie przeznaczył środków finansowych na te działania, więc Hooverowie musieli pokryć koszty z własnych pieniędzy. Nowa pierwsza dama organizowała dużo przyjęć i zapraszała bardzo dużo gości na najróżniejsze okazje. Jako pierwsza pierwsza dama zapraszała do Białego Domu kobiety w ciąży. Zniosła także zwyczaj, że w Nowy Rok każdy obywatel ma prawo przyjść do siedziby prezydenckiej. Z uwagi na jej wystawne przyjęcia i luksusowy styl życia, społeczeństwo amerykańskie, dotknięte kryzysem gospodarczym, nie popierało pierwszej damy. Wyraz tej niepopularności objawił się w wyborach prezydenckich w 1932 roku, w których Hoover poniósł dotkliwą porażkę z Franklinem Delano Rooseveltem. Pomimo wystawnego stylu życia, Lou angażowała się w akcje charytatywne, zbiórki pieniędzy dla głodnych z inicjatywy Ignacego Paderewskiego, czy organizacji koncertów na rzecz Czerwonego Krzyża. Wiele z tych akcji finansowała z własnej kieszeni, lecz nie były one nagłośnione przez media.
Po opuszczeniu Białego Domu, Hooverowie powrócili do swojego domu w Palo Alto. Lou nadal czynnie włączała się w działalność organizacji harcerskich jako honorowa przewodnicząca, a także wspierała Armię Zbawienia i stowarzyszenia kobiece. Po pewnym czasie była para prezydencka przeniosła się do Nowego Jorku. Oboje angażowali się także w działalność charytatywną, zwłaszcza w okresie II wojny światowej. Lou Hoover zmarła 7 stycznia 1944 roku na atak serca w Nowym Jorku. Została pochowana w Stanford. Po śmierci Herberta, jej ciało zostało przeniesione do West Branch i pochowane obok męża.

## Życie prywatne
Lou Henry wyszła za mąż za Herberta Hoovera 10 lutego 1899 roku. Panna młoda należała do Kościoła episkopalnego, natomiast pan młody był kwakrem. Z powodu braku protestanckich pastorów, ślub odbył się w obrządku katolickim, którego udzielił ks. Robert Mestres. Hooverowie mieli dwóch synów: Herberta Clarka (ur. 4 sierpnia 1903) i Allana Henry’ego (ur. 17 lipca 1907).